# Maria Baouardy
Maria Baouardy, znana także jako Maria od Jezusa Ukrzyżowanego, również Mała Arabka, Maleńka Nic, właśc. Miriam Baouardy (ur. 5 stycznia 1846 w I’billinie, zm. 26 sierpnia 1878 w Betlejem) – palestyńska karmelitanka (OCD), mistyczka i stygmatyczka, święta Kościoła katolickiego.

## Życiorys
Maria Baouardy urodziła się 5 stycznia 1846 r. w I’billinie, niedaleko Nazaretu (Palestyna), jako córka Libanki i mieszkańca Damaszku, należącej do Kościoła melchickiego. Na chrzcie otrzymała imię Miriam. Jej rodzicami byli Giries Baouardy oraz Miriam Chahyn. Była trzynastym dzieckiem w rodzinie, całe jej starsze rodzeństwo zmarło w wieku niemowlęcym.
Straciła rodziców we wczesnym dzieciństwie, wtedy to została rozdzielona ze swoim młodszym bratem Boulosem i znalazła się pod opieką swojego stryja, który niedługo potem przeniósł się z rodziną do Aleksandrii. W wieku trzynastu lat stryj zaręczył ją z jednym z jego krewnych, jednak ona stanowczo odmówiła zawarcia małżeństwa, oświadczając że pragnie pozostać dziewicą. W akcie protestu ścięła swoje włosy i podała je na tacy stryjowi podczas uroczystej kolacji. Czyn ten wywołał oburzenie i zrodził konflikt z opiekunami. Po tym zdarzeniu została zamknięta z niewolnicami i odsunięta od możliwości uczestnictwa w sakramentach Kościoła katolickiego.
Pogrążona w rozpaczy napisała list do swojego brata z prośbą o pomoc i zaniosła go do muzułmańskiego służącego stryja. Wdała się z nim w dyskusję o chrześcijaństwie, na skutek czego służący w porywie gniewu poderżnął jej gardło i porzucił ją na ulicy. Stało się to 7 września 1858 roku. Miriam przeżyła wtedy widzenie, w którym opiekowała się nią tajemnicza zakonnica, po czym zaprowadziła ją do kościoła i znikła.
Tam została odnaleziona przez miejscowego księdza, a następnie przedstawiona arabskiemu biskupowi. Od tego momentu zaczęła ukrywać się przed rodziną i pracować jako służąca. W lęku przed wykryciem przeniosła się do Jerozolimy, gdzie została niesłusznie oskarżona o kradzież i wtrącona do więzienia. Po dwóch dniach, sprawczyni kradzieży przyznała się, dzięki czemu Miriam została wypuszczona na wolność.
W wyniku nieudanej podróży do Akki trafiła do Bejrutu, gdzie w czasie pracy straciła wzrok. Pomimo iż lekarze uznali jej stan za nieuleczalny, wyzdrowiała, co sama przypisała modlitwie. Przeżyła również bardzo ciężki upadek z wysokości, po którym całkowicie wróciła do zdrowia, co przyprawiło jej lokalnego rozgłosu i opinii świętej.
W maju 1863 r. przeniosła się do Marsylii we Francji, gdzie pracowała jako kucharka. Tam zaczęła popadać w pierwsze ekstazy. W czasie jednej z nich zapadła w sen na cztery dni.
W roku 1865, w wieku 19 lat, została przyjęta do postulatu w zgromadzeniu sióstr św. Józefa w Capelette w pobliżu Marsylii. Tu ponownie została skierowana do służby w kuchni. Po postulacie rada zgromadzenia zdecydowała się ją odesłać, argumentując, że jej nadprzyrodzone dary nie są właściwe w zakonie czynnym.
W czerwcu 1867 roku wstąpiła do karmelitanek w Pau. Tu podczas postulatu pojawiły się pierwsze stygmaty. Rozpoczynając nowicjat, 21-letnia Miriam otrzymała imię zakonne „Maria od Jezusa Ukrzyżowanego”. Przeżyła opętanie od 26 lipca do 4 września 1868 roku. Trwało ono dokładnie 40 dni. Przeżywała również ekstazy, wizje, proroctwa i rzekome lewitacje.
Po odbyciu nowicjatu wraz z grupą pięciu innych sióstr w 1870 roku wyruszyła do Indii na zaproszenie biskupa miasta Mangaluru Marii Efrema, w celu założenia nowego klasztoru. W czerwcu 1871 przeżyła kolejną ekstazę. 21 listopada 1871 złożyła w Mangaluru śluby wieczyste. 5 listopada 1872 r. powróciła do Pau, gdzie znów została skierowana do prac fizycznych.
20 sierpnia 1875 wyruszyła wraz z dziewięcioma towarzyszkami do Betlejem w celu założenia nowego klasztoru. Trwałym znakiem jej działalności w Palestynie jest klasztor sióstr karmelitanek na Wzgórzu Dawida w Betlejem. 22 sierpnia 1878 r. przeżyła upadek ze schodów, w trakcie którego złamała lewą rękę, wskutek czego błyskawicznie rozwinęła się gangrena i Miriam zmarła 26 sierpnia 1878 roku.

## Kult
Miriam Baouardy została beatyfikowana przez papieża Jana Pawła II w dniu 13 listopada 1983 roku.
17 maja 2015 papież Franciszek kanonizował bł. Marię od Jezusa Ukrzyżowanego (Marie Baouardy) oraz trzy inne zakonnice (Emilię de Villeneuve, Marię Alfonsynę Danil Ghattas i Marię Krystynę od Niepokalanego Poczęcia).
Jej wspomnienie liturgiczne obchodzone jest w Kościele rzymskokatolickim w dies natalis (26 sierpnia). Ponieważ 26 sierpnia w polskim Kościele przypada uroczystość Matki Boskiej Częstochowskiej, zakony karmelitańskie wspominają Małą Arabkę dzień wcześniej (25 sierpnia).